# Jean Jacques Nicolas Huot
Jean Jacques Nicolas Huot (Parigi, 12 febbraio 1790 – Versailles, 19 maggio 1845) è stato un geologo, geografo e naturalista francese.
Membro di numerose società scientifiche, fu uno dei fondatori della Société géologique de France nel 1830.

Ha lasciato numerosi lavori di storia naturale (in particolare sui fossili animali e vegetali), di geologia e di geografia.

Continuò e terminò il Compendio di geografia universale dello  scienziato danese Malte-Brun, opera rimasta incompiuta per la morte dell'autore nel 1826 e completata da Huot nel 1829.

Scrisse testi di geologia per la collana Suites à Buffon dell'editore Roret di Parigi.

Negli ultimi anni di vita venne nominato conservatore della biblioteca della città di Versailles.